# Das Mädchen und der Künstler
Das Mädchen und der Künstler (Originaltitel: El artista y la modelo) ist ein spanisch-französischer Spielfilm aus dem Jahr 2012. Regie führte Fernando Trueba. Das Drehbuch schrieben Fernando Trueba und Jean-Claude Carrière.

## Handlung
Der Film spielt im Sommer 1943 in einer Kleinstadt in Südfrankreich, nahe der spanischen Grenze. Die junge Katalanin Mercè hat vor dem Kirchenportal geschlafen und wäscht sich am öffentlichen Brunnen. Sie wird von Léa, der Frau des alten Bildhauers Marc Cros, beobachtet. Kurzentschlossen nimmt Léa die Obdachlose mit nach Hause und erfährt von Mercè, dass sie aus einem Gefangenenlager des Franco-Regimes geflohen ist. Der Bildhauer bietet ihr an, in seiner Hütte oben auf dem Berg, die ihm als Atelier dient, zu wohnen und für ihn Modell zu stehen. Nach anfänglichem Zögern ist Mercè einverstanden.
In dieser Hütte und in der freien Natur der Umgebung sehen wir dem Künstler bei der Arbeit zu, spüren seine Anspannung bei der Suche nach der zündenden Idee, die seiner Plastik Leben und Ausdruckskraft verleihen soll, sowie die Anstrengung von Mercè, der es schwerfällt, stundenlang in derselben Pose zu verharren.
Bei einem Streifzug durch den Wald stößt Mercè auf den Widerstandskämpfer Pierre. Er ist gerade dabei, einen Amerikaner zu begraben, der aus einem Flugzeug abgesprungen war, um sich dem französischen Widerstand anzuschließen, jedoch von den Deutschen getötet wurde. Da Pierre verwundet ist, versteckt Mercè ihn in der Hütte. Als Marc Cros den Fremden entdeckt, reagiert er zunächst verärgert, einerseits wegen der Gefahr, dass Pierre von den Deutschen aufgespürt wird, aber auch, weil der Bildhauer sich bei seiner Arbeit gestört fühlt. Kurz darauf fährt ein Jeep vor, dem ein deutscher Offizier und sein Fahrer entsteigen. Zur allgemeinen Erleichterung entpuppt sich der deutsche Offizier als Kunstliebhaber, der an einem Buch über Marc Cros arbeitet, von diesem freundschaftlich begrüßt und mit seinem Vornamen „Werner“ angesprochen wird.
Der Bildhauer wundert sich über Mercès zerkratzte Beine. Sie erzählt ihm, dass sie sich in den Bergen auskennt und nachts im unwegsamen Gelände jeweils Flüchtlinge über die spanische Grenze bringt. Als Pierres Wunde verheilt ist, teilt Mercè dem Künstler mit, sie bringe Pierre in der folgenden Nacht an die spanische Grenze, komme danach aber so schnell wie möglich zurück, um ihm weiter Modell zu stehen.
Nach vielen Vorstudien gelingt es Marc Cros, sein letztes Werk, die Skulptur eines weiblichen Akts, zu vollenden. Er schenkt Mercè sein Fahrrad, und sie begibt sich mit einem Empfehlungsschreiben des Bildhauers auf den Weg nach Marseille, um dort vielleicht für einen anderen Künstler als Modell zu arbeiten.

## Hintergrund
Das Mädchen und der Künstler spielt in der Zeit des Zweiten Weltkriegs, als große Teile Frankreichs von deutschen Truppen besetzt waren. In Spanien regierte General Francisco Franco, nachdem er den Spanischen Bürgerkrieg (1936–1939) gewonnen hatte.
Der Film wurde ausschließlich in Schwarz-Weiß-Bildern gedreht und kommt fast ganz ohne Musik aus. Lediglich während des Abspanns erklingt der letzte Abschnitt aus dem Adagio der 9. Sinfonie von Gustav Mahler. Kinostart in Deutschland war am 25. Dezember 2013.
Regisseur Fernando Trueba widmete den Film, wie im Vorspann vermerkt, seinem Bruder, dem Bildhauer Máximo Trueba (1953–1996), und seinem Freund, dem Toningenieur Pierre Gamet (1944–2012).

## Kritiken
„Die Inszenierung bemüht sich nach Kräften, die sujetbedingten Klischees zu vermeiden, verliert dabei aber jede Dynamik aus den Augen und erstarrt in behäbiger Fadheit und gediegenen Ansichten über Schönheit und Natur.“

„Nach Chico & Rita, seinem farbenfrohen Zeichentrickfilm für Erwachsene, tauchte der spanische Regisseur Fernando Trueba diesmal mit ausgefeilten Schwarzweiß-Bildern in das Universum eines gealternden Künstlers und dessen Suche nach Perfektion, Inspiration, Schönheit und dem Sinn des Lebens ein. Auch wenn in diesem Drama nicht wirklich viel passiert, ist jede Einstellung ein Genuss!“

## Auszeichnungen (Auswahl)
- 2012: Silberne Muschel für die Beste Regie beim Internationalen Filmfestival San Sebastián
- 2013: Nominierung in 13 Kategorien beim spanischen Filmpreis Goya, unter anderem für bester Film, beste Regie, bestes Drehbuch, bester Hauptdarsteller, beste Hauptdarstellerin, beste Nebendarstellerin, bester Kameramann und bester Schnitt